# 重庆八一隧道
重庆八一隧道位于重庆市渝中区，为双向6车道隧道，全长1261米，整个隧道连接了渝中区菜园坝地区和上清寺地区。隧道建成于1973年1月，左、右隧道分别由军队和地方负责建设。竣工时，遂将由军队负责施工的一侧隧道命名为“八一隧道”，而将由地方负责施工的一侧隧道命名为“向阳隧道”。由于隧道施工时正值文革时期，导致地方施工的一侧质量低于军队施工的一侧，后于1994年重新维修了“向阳隧道”。由于地质复杂，隧道上方为重庆轨道交通二号线和重庆轨道交通三号线的隧道，下方则为成渝铁路黄沙溪隧道，在2007年修建轨道交通三号线的隧道时，向阳隧道为安全起见亦封闭，直至2007年12月才重新通车。